# Sóng thần

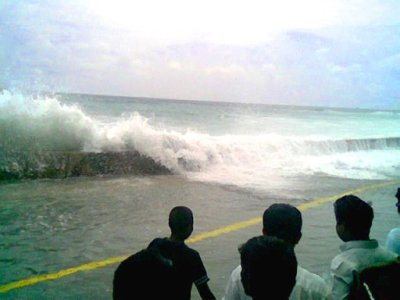
Sóng thần tràn vào Malé, thủ đô quần đảo Maldives ngày 26 tháng 12 năm 2004

Sóng thần (tiếng Nhật: 津波 tsunami) là một loạt các đợt sóng tạo nên khi một thể tích lớn của nước ở đại dương bị chuyển dịch chớp nhoáng trên một quy mô lớn. Động đất cùng những dịch chuyển địa chất lớn bên trên hoặc bên dưới mặt nước, núi lửa phun và va chạm thiên thạch đều có khả năng gây ra sóng thần. Đây là một loại hình thiên tai mà cho đến nay con người vẫn chưa thể tìm ra giải pháp để dự báo hoặc biết trước. Hậu quả tai hại của sóng thần có thể ở mức cực lớn. Nó tàn phá, cuốn trôi nhà cửa, xe cộ, cơ sở vật chất và nhấn chìm hàng trăm ngàn người vài giờ trong nước.
Thuật ngữ tsunami (sóng thần) bắt nguồn từ tiếng Nhật có nghĩa "bến" (津 tsu, âm Hán Việt: "tân") và "sóng" (波 nami, "ba"). Thuật ngữ này do các ngư dân đặt ra dù lúc đó họ không biết nguyên do là sóng xuất phát ở ngoài xa khơi. Cơn sóng thần khởi phát từ dưới đáy biển sâu; khi còn ngoài xa khơi, sóng có biên độ (chiều cao sóng) khá nhỏ nhưng chiều dài của cơn sóng lên đến hàng trăm kilômét. Vì vậy khi ở xa bờ chúng ta khó nhận diện ra nó, mà chỉ cảm nhận là một cơn sóng cồn trải dài.
Ở phương Tây sóng thần trước kia từng được coi là sóng thủy triều (tiếng Anh: tidal wave) vì khi tiến vào bờ, sóng tác động như một đợt thủy triều mạnh dâng lên, khác hẳn loại sóng thường gặp ngoài biển tạo bởi gió. Tuy nhiên, vì không đúng với thực tế cho nên thuật ngữ này không còn dùng nữa.

## Nguyên nhân

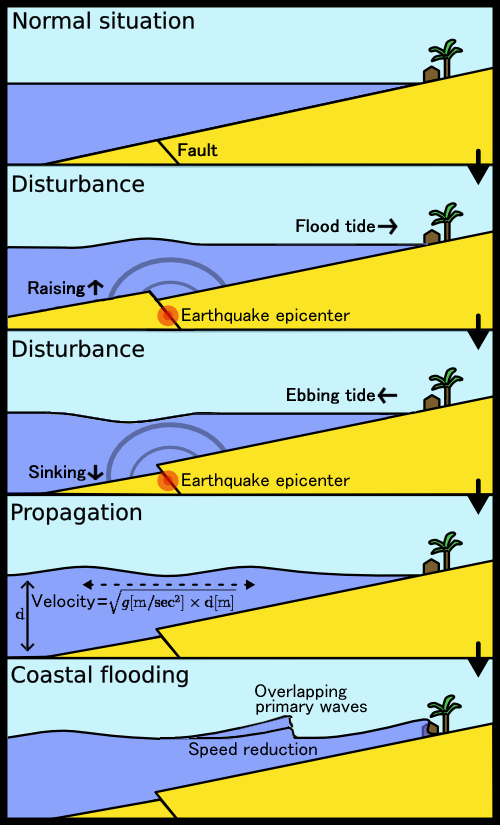
Sự hình thành sóng thần

Các trận sóng thần có thể hình thành khi đáy biển, đột ngột bị biến dạng theo chiều dọc, chiếm chỗ của lượng nước nằm trên nó. Những sự di chuyển lớn theo chiều dọc như vậy của vỏ Trái Đất có thể xảy ra tại các rìa mảng lục địa. Những trận động đất do nguyên nhân va chạm mảng đặc biệt hay tạo ra các cơn sóng thần. Khi một mảng đại dương va chạm với một mảng lục địa, đôi khi nó làm rìa mảng lục địa chuyển động xuống dưới. Cuối cùng, áp suất quá lớn tác dụng lên rìa mảng khiến nó nhảy giật lùi lại (snaps back) tạo ra các đợt sóng chấn động vào vỏ Trái Đất, khiến xảy ra cơn địa chấn dưới lòng biển, được gọi là động đất tại đáy biển.
Những vụ lở đất dưới đáy biển (thỉnh thoảng xảy ra vì nguyên nhân động đất) cũng như những vụ sụp đổ của núi lửa cũng có thể làm chấn động cột nước khiến trầm tích và đá trượt xuống theo sườn núi rơi xuống đáy biển. Tương tự như vậy, một vụ phun trào núi lửa mạnh dưới biển cũng có thể tung lên một cột nước để hình thành sóng thần. Các con sóng được hình thành khi khối lượng nước bị dịch chuyển vị trí chuyển động dưới ảnh hưởng của trọng lực để lấy lại thăng bằng và tỏa ra trên khắp đại dương như các gợn sóng trên mặt ao.
Trong thập kỷ 1950 người ta đã khám phá ra rằng những cơn sóng thần lớn có thể xuất hiện từ các vụ lở đất, hoạt động phun trào núi lửa và các vụ va chạm thiên thạch. Những hiện tượng đó khiến một lượng nước lớn nhanh chóng bị chuyển chỗ, khi năng lượng từ một thiên thạch hay một vụ nổ chuyển vào trong nước nơi xảy ra va chạm. Các cơn sóng thần với xuất hiện từ những nguyên nhân đó, khác với những trận sóng thần do động đất gây ra, thường nhanh chóng tan rã và hiếm khi lan tới những bờ biển quá xa vì diện tích xảy ra sự kiện nhỏ. Các hiện tượng đó có thể gây ra các cơn sóng địa chấn lớn chỉ trong một khu vực, như vụ lở đất ở Vịnh Lituya tạo ra một sóng nước ước tính tới 50–150 m và tràn tới độ cao 524 m trên các ngọn núi ở đó. Tuy nhiên, một vụ lở đất cực lớn có thể gây ra một trận sóng thần cực lớn gây ảnh hưởng trên toàn bộ đại dương.

## Đặc điểm

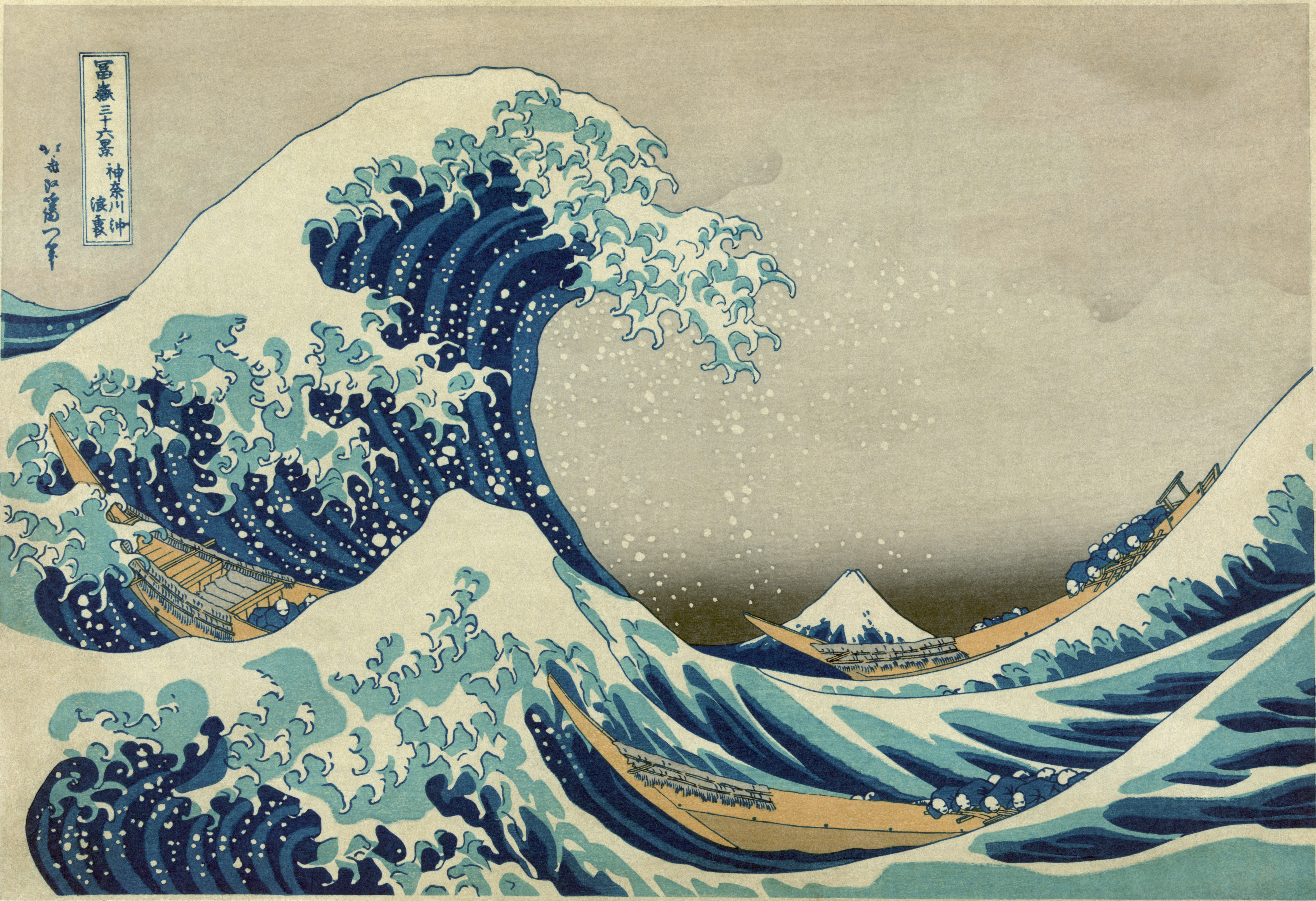
Thường có một quan niệm sai rằng sóng thần cũng hoạt động như một đợt sóng hình thành do gió thông thường hay các cơn sóng cồn (với gió phía sau, như trong bức tranh khắc gỗ thế kỷ 19 nổi tiếng của Hokusai này). Trên thực tế, một cơn sóng thần được hiểu đúng hơn là một đợt dâng cao bất thần của nước biển, như một hay nhiều đợt nước. Lưỡi sóng thần đặc biệt giống với một đợt sóng đang tan ra nhưng có cơ chế khác hẳn: mức nước biển đột ngột tăng, tựa như những khối nước biển khổng lồ có lực còn lớn hơn nhiều.

Sóng thần diễn biến rất khác biệt tùy theo kiểu sóng: chúng chứa năng lượng cực lớn, lan truyền với tốc độ cao và có thể vượt khoảng cách lớn qua đại dương mà chỉ mất rất ít năng lượng. Một trận sóng thần thể gây ra thiệt hại trên bờ biển cách hàng nghìn cây số nơi nó phát sinh, vì thế chúng ta có thể có nhiều tiếng đồng hồ chuẩn bị từ khi nó hình thành tới lúc ập vào một bờ biển, nó xuất hiện một thời gian khá dài sau khi sóng địa chấn hình thành từ nơi xảy ra sự kiện lan tới. Năng lượng trên mỗi mét dài trong sóng tỷ lệ với nghịch đảo của khoảng cách từ nguồn phát.
Thậm chí một trận sóng thần riêng biệt có thể liên quan tới một loạt các đợt sóng với những độ cao khác nhau. Ở vùng nước rộng, các cơn sóng thần có chu kỳ rất dài (thời gian để đợt sóng sau tới vị trí một điểm sau đợt sóng trước), từ nhiều phút tới nhiều giờ, và chiều dài sóng dài lên tới hàng trăm kilômét. Điều này rất khác biệt so với các con sóng hình thành từ gió bình thường trên mặt đại dương, chúng thường có chu kỳ khoảng 10 giây và chiều dài sóng 150 mét.
Chiều cao thực của một đợt sóng thần trên đại dương thường không tới một mét. Điều này khiến những người ở trên tàu giữa đại dương khó nhận ra chúng. Bởi vì chúng có chiều dài sóng lớn, năng lượng của một cơn sóng thần điều khiển toàn bộ cột nước, hướng nó xuống phía đáy biển. Các cơn sóng đại dương ở vùng nước sâu thường xuất hiện do chuyển động của nước tính từ bề mặt đến một độ sâu bằng một nửa chiều dài sóng. Điều này có nghĩa rằng sự di chuyển của sóng bề mặt đại dương chỉ đạt tới độ sâu khoảng 100 m hay ít hơn. Trái lại, những cơn sóng thần hoạt động như những con sóng vùng nước nông giữa biển khơi (bởi chiều dài của chúng ít nhất lớn gấp 20 lần chiều sâu nơi chúng hoạt động), bởi sự phân tán chuyển động của nước ít xảy ra nơi nước sâu.
Con sóng đi qua đại dương với tốc độ trung bình 500 dặm một giờ. Khi tiến tới đất liền, đáy biển trở nên nông và con sóng không còn di chuyển nhanh được nữa, vì thế nó bắt đầu "dựng đứng lên"; phần phía trước con sóng bắt đầu dựng đứng và cao lên, và khoảng cách giữa các đợt sóng ngắn lại. Tuy một người ở ngoài đại dương có thể không nhận thấy dấu hiệu sóng thần, nhưng khi vào bờ nó có thể đạt chiều cao một tòa nhà sáu tầng hay hơn nữa. Quá trình dựng đứng lên này tương tự như khi ta vẩy một chiếc roi da. Khi sóng tiến từ phía cuối ra đầu roi, cùng một lượng năng lượng phân bố trong khối lượng vật liệu ngày càng nhỏ, khiến chuyển động trở nên mãnh liệt hơn. Càng đi vào đất liền, tốc độ di chuyển sẽ chậm lại nhưng ngọn sóng cao.
Một con sóng trở thành một con "sóng nước nông" khi tỷ lệ giữa độ sâu mặt nước và chiều dài sóng của nó rất nhỏ, và bởi vì sóng thần có chiều dài sóng rất lớn (hàng trăm kilômét), các cơn sóng thần hoạt động như những cơn sóng nước nông ngay bên ngoài đại dương. Những con sóng nước nông di chuyển với tốc độ bằng căn bậc hai của tích giữa gia tốc trọng trường (9.8 m/s2) và chiều sâu nước. Ví dụ, tại Thái Bình Dương, với độ sâu trung bình 4000 m, một cơn sóng thần di chuyển với tốc độ khoảng 200 m/s (720 km/h hay 450 dặm/giờ) và mất ít năng lượng, thậm chí đối với những khoảng cách lớn. Ở độ sâu 40 m, tốc độ sẽ là 20 m/s (khoảng 72 km/h hay 45 dặm/giờ), nhỏ hơn tốc độ trên đại dương nhưng rõ ràng con người không thể chạy nhanh hơn tốc độ này.

Sóng thần lan truyền từ nguồn phát (tâm chấn), vì thế những bờ biển trong vùng bị ảnh hưởng bởi chấn động thường lại khá an toàn. Tuy nhiên, các cơn sóng thần có thể gây nhiễu xạ xung quanh các mảng lục địa (như thể hiện trong hoạt hình này). 

Hoạt hình trận sóng thần Ấn Độ Dương khi các cơn sóng lan tới Sri Lanka và Ấn Độ. Không nhất thiết phải đối xứng; các đợt sóng thần có thể mạnh hơn ở hướng này so với hướng kia, tùy thuộc vào điều kiện nguồn phát và điều kiện địa lý khu vực xung quanh.

Đặc trưng riêng của điều kiện địa lý địa phương có thể dẫn tới hiện tượng triều giả hay sự hình thành các đợt sóng dừng, có thể gây thiệt hại lớn hơn trên bờ biển. Ví dụ, cơn sóng thần lan tới Hawaii ngày 1 tháng 4 năm 1946 có thời gian ngắt quãng mười lăm phút giữa các đợt sóng. Chu kỳ cộng hưởng tự nhiên của Vịnh Hilo là khoảng mười ba phút. Điều đó có nghĩa mỗi đợt sóng tiếp theo trùng pha với chuyển động của Vịnh Hilo, tạo ra một đợt triều giả trong vịnh. Vì thế, Hilo bị thiệt hại nặng nền nhất so với tất cả các địa điểm khác tại Hawaii, đợt sóng thần/triều giả có độ cao lên tới 14 m giết hại 159 người.
Sóng biển được chia làm ba loại, căn cứ vào độ sâu:
- Tầng nước sâu
- Tầng nước trung bình
- Tầng nước nông

Dù được tạo ra ở tầng nước sâu (khoảng 4000 m dưới mực nước biển), sóng thần được xem là sóng ở tầng nước nông. Khi sóng thần tiến vào tầng nước nông gần bờ, khoảng thời gian của nó không đổi, nhưng chiều dài sóng thì giảm liên tục, điều này làm cho nước tích tụ thành một mái vòm khổng lồ, gọi là hiệu ứng "bị cạn".

## Dấu hiệu của một đợt sóng thần sắp tới
Những dấu hiệu sau đây thường báo trước một cơn sóng thần: :
- Cảm thấy động đất. Nếu cảm thấy nền đất rung lắc mạnh đến mức không còn đứng vững được, thì nhiều khả năng sẽ xảy ra một trận sóng thần lớn.
- Các bong bóng chứa khí gas nổi lên mặt nước làm ta có cảm giác như nước đang bị sôi.
- Nước trong sóng nóng bất thường.
- Nước có mùi trứng thối (khí Hydro sulfide) hay mùi xăng, dầu.
- Nước làm da bị mẩn ngứa.
- Nghe thấy một tiếng nổ như là:

- Tiếng máy nổ của máy bay phản lực
- Hay tiếng ồn của cánh quạt máy bay trực thăng, hay là tiếng huýt sáo.
- Biển lùi về sau một cách đáng chú ý.
- Mây đen vần vũ đầy trời.
- Vệt sáng đỏ ở đường chân trời.
- Khi sóng thần ập vào bờ, sẽ có tiếng gầm rú giống như chuyến tàu hỏa đang đến gần.
- Hàng triệu con chim hải âu bay ngược biển.
- Nhiều đất nước khi có sóng thần, thường hay có những tiếng còi cảnh báo rú lên.

## Cảnh báo và ngăn chặn
Sóng thần không thể được dự đoán một cách hoàn toàn chính xác, nhưng có những dấu hiệu có thể báo trước một đợt sóng thần sắp xảy ra, và nhiều hệ thống đang được phát triển và được sử dụng để giảm thiểu những thiệt hại do sóng thần gây ra.

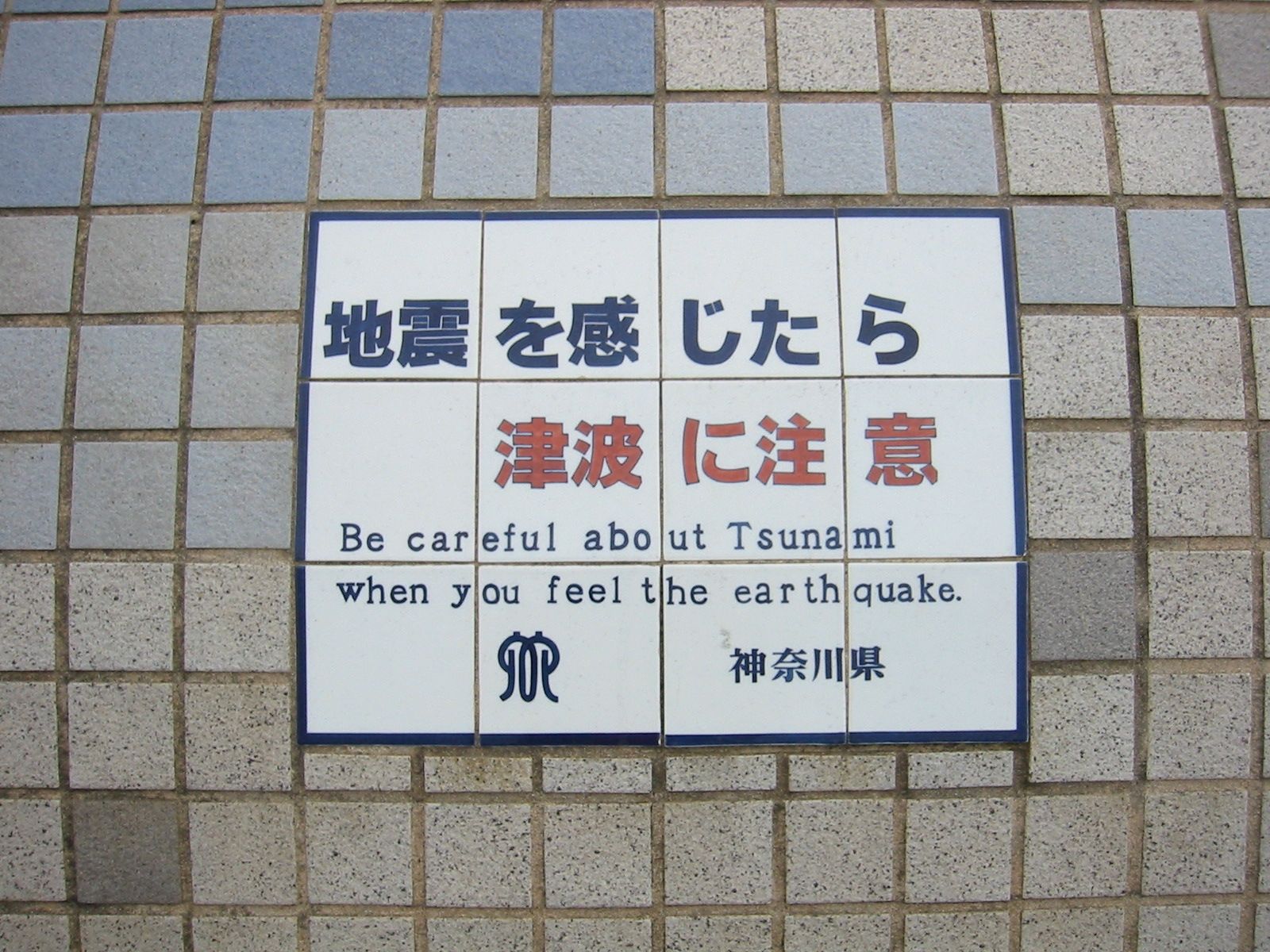
Dấu hiệu cảnh báo sóng thần tại đập ngăn nước ở Kamakura, Nhật Bản, 2004. Ở thời Muromachi, một cơn sóng thần đã tràn vào Kamakura, phá hủy những ngôi nhà gỗ nơi đặt pho tượng Phật A di đà tại Kotokuin. Từ ấy, bức tượng được đặt ngoài trời.

Ở những khoảnh khắc khi lưỡi đợt sóng thần là vùng lõm của nó, nước biển sẽ rút khỏi bờ với khoảng cách bằng nửa chu kỳ sóng trước khi đợt sóng tràn tới. Nếu đáy biển có độ nghiêng thấp, sự rút lui này có thể lên tới hàng trăm mét. Những người không nhận thức được về sự nguy hiểm có thể vẫn ở lại trên bãi biển vì tò mò, hay để nhặt những con cá trên đáy biển lúc ấy đã trơ ra.
Ở những khoảnh khắc khi lưỡi sóng của cơn sóng thần đạt mức đỉnh lần thứ nhất, những đợt sóng tiếp theo có thể khiến nước dâng cao hơn. Một lần nữa, việc hiểu biết về hoạt động của sóng thần rất quan trọng, để có thể nhận thức rằng khi mực nước rút xuống lần đầu tiên, nguy hiểm chưa hề qua. Ở những vùng bờ biển có độ cao thấp, một trận động đất mạnh là dấu hiệu cảnh báo chính rằng một cơn sóng thần có thể đã được tạo ra.
Những vùng có nguy cơ sóng thần cao có thể sử dụng những hệ thống cảnh báo sóng thần để xác định và cảnh báo người dân trước khi sóng đi tới đất liền. Tại một số cộng đồng ở bờ biển phía tây nước Mỹ, vốn có nguy cơ đối mặt với các cơn sóng thần Thái Bình Dương, những dấu hiệu cảnh báo hướng dẫn người dân đường thoát hiểm khi một cơn sóng thần tràn tới. Các mô hình trên máy tính có thể dự đoán phỏng chừng khoảng thời gian tràn tới và sức mạnh của sóng thần dựa trên thông tin về sự kiện gây ra nó và hình dạng của đáy biển (bathymetry) và vùng đất bờ biển theo địa hình học. Lưu trữ ngày 18 tháng 10 năm 2010 tại Wayback Machine
Một trong những dấu hiệu cảnh báo sớm nhất là từ những loài động vật ở gần. Nhiều loài vật cảm giác được sự nguy hiểm và bỏ chạy lên vùng đất cao trước khi những con sóng tràn tới. Vụ động đất Lisbon là trường hợp đầu tiên được ghi lại về hiện tượng đó tại châu Âu. Hiện tượng này cũng đã được nhận thấy tại Sri Lanka trong trận Động đất Ấn Độ Dương 2004 (). Một số nhà khoa học có thể suy luận rằng các loài vật có thể có một khả năng cảm nhận được sóng hạ âm (sóng Rayleigh) từ một trận động đất nhiều phút hay nhiều giờ trước khi một cơn sóng thần tấn công vào bờ (Kenneally, ).
Trong khi vẫn chưa có khả năng ngăn chặn sóng thần, tại một số quốc gia thường phải hứng chịu thảm họa thiên nhiên này, một số biện pháp đã được tiến hành nhằm giảm thiệt hại do sóng thần gây ra. Nhật Bản đã áp dụng một chương trình lớn xây dựng các bức tường chắn sóng thần với chiều cao lên tới 4.5 m (13.5 ft) trước những vùng bờ biển nhiều dân cư sinh sống. Những nơi khác đã xây dựng các cửa cống và kênh để dẫn dòng nước từ những cơn sóng thần đi hướng khác. Tuy nhiên, hiệu quả của chúng vẫn còn là một vấn đề tranh cãi, bởi vì các cơn sóng thần thường cao hơn tường chắn. Ví dụ, đợt sóng thần tràn vào đảo Hokkaido ngày 12 tháng 7 năm 1993 tạo ra những đợt sóng cao tới 30 m (100 ft) - tương đương một tòa nhà 10 tầng. Thị trấn cảng Aonae đã được trang bị một bức tường chắn sóng thần bao kín xung quanh, nhưng các cơn sóng đã tràn qua tường và phá hủy toàn bộ cấu trúc xây dựng bằng gỗ trong vùng. Bức tường có thể có tác dụng trong việc làm chậm và giảm độ cao sóng thần nhưng nó không ngăn cản được tính phá hủy và gây thiệt hại nhân mạng của sóng thần.
Những hiệu ứng của một cơn sóng thần có thể giảm bớt nhờ những yếu tố thiên nhiên như cây trồng dọc bờ biển. Một số vị trí trên đường đi của cơn sóng thần Ấn Độ Dương 2004 hầu như không bị thiệt hại gì nhờ năng lượng sóng thần đã bị một dải cây như dừa và đước hấp thụ. Một ví dụ khác, làng Naluvedapathy tại vùng Tamil Nadu Ấn Độ bị thiệt hại rất ít khi những con sóng thần tan vỡ trong khu rừng 80.244 cây được trồng dọc bờ biển năm 2002 để được ghi tên vào Sách kỷ lục Guinness.  Những nhà môi trường đã đề xuất việc trồng cây dọc theo những vùng bờ biển có nguy cơ sóng thần cao. Tuy có thể mất vài năm để cây lớn đạt tới kích cỡ cần thiết, những công cuộc trồng rừng như vậy có thể mang lại những công cụ hữu hiệu, rẻ tiền cũng như có tác dụng lâu dài trong việc ngăn chặn sóng thần hơn những biện pháp đắt tiền, gây hại đến môi trường như các bức tường chắn sóng.

## Ứng phó với sóng thần

### Khi đang ở trên biển, ven biển
Khi đang ở trên tàu, thuyền trên biển, hoặc vùng ven biển mà nhận được tin cảnh báo sóng thần thì bạn không nên cho tàu thuyền trở về cảng, mà nên di chuyển tàu thuyền đến những vùng nước sâu ít nhất là trên 150m, vì sóng thần có thể gây ra sự thay đổi nhanh chóng mực nước biển và tạo ra những dòng chảy nguy hiểm ở cảng và bến tàu.
Khi tàu thuyền còn neo đậu trong bờ mà nhận được tin cảnh báo sóng thần thì chủ tàu thuyền có thể đưa tàu thuyền của mình di chuyển ra biển nếu có đủ thời gian và thực hiện các biện pháp phòng tránh theo thông báo của chính quyền, cơ quan chức năng của địa phương đang sinh sống.
Tuyệt đối không ai được ở lại trên tàu thuyền neo đậu tại bến cảng, vì sóng thần có sức phá hoại rất lớn.

### Khi ở trên đất liền
Đang ở khu vực bãi biển: khi nhận được tin sóng thần, bạn phải ngay lập tức chạy đến nơi an toàn ở các bãi đất cao hoặc ở nơi cách xa bờ biển từ 500m trở lên.
Đang ở nơi đông người: khi nhận được tin sóng thần, bạn phải ngay lập tức báo với những người khác cùng chạy đến nơi an toàn ở các bãi đất cao hoặc ở nơi cách xa bờ biển từ 500m trở lên, đặc biệt là giúp đỡ trẻ em, người già, phụ nữ có thai, người tàn tật đi sơ tán.
Đang ở trong nhà trệt, nhà thấp tầng: trong phạm vi dưới 500m so với bờ biển, bạn phải sơ tán vào sâu trong đất liền, chỉ mang theo các vật dụng, tài sản, giấy tờ quan trọng khi sơ tán; Nếu bạn đang ở trong nhà cao tầng: phải di chuyển lên các tầng cao, không ở lại tầng 1 cho đến tầng 3; mở trống các cửa ở các tầng thấp để hạn chế sự tác động của sóng. Nếu bạn đang đi trên đường khu vực gần biển:  Bạn không được đi ra hướng bờ biển.

## Các trận sóng thần lịch sử
Sóng thần xảy ra thường xuyên nhất ở Thái Bình Dương nhưng là một hiện tượng toàn cầu; sóng thần có thể xảy ra ở bất kì nơi nào có khối nước lớn, bao gồm cả những hồ nằm trong đất liền, có khả năng xảy ra sự dịch chuyển của khối đất bên dưới. Những cơn sóng thần nhỏ, không gây thiệt hại và không thể nhận biết được nếu không có thiết bị chuyên môn, xảy ra thường xuyên như kết quả của những trận động đất nhẹ và các địa chấn khác.

### Trận sóng thần ở Đảo Vancouver, Canada năm 1700
Ngày 26 tháng 1 năm 1700, trận động đất Cascadia, một trong những trận động đất mạnh nhất trong lịch sử, làm gián đoạn Cascadia Subduction Zone offshore từ đảo Vancouver đến bắc California, tạo nên một cơn sóng thần được ghi lại trong lịch sử Nhật Bản cũng như trong lịch sử truyền khẩu của người thổ dân châu Mỹ.

### Trận sóng thần ở Lisboa, Bồ Đào Nha năm 1755
Hàng vạn người sống sót qua trận động đất ở Lisboa năm 1755 đã thiệt mạng trong đợt sóng thần xảy ra sau đó nửa giờ. Nhiều cư dân thành phố chạy ra bờ biển, tin rằng nơi này có thể tránh khỏi các đám cháy và mảnh vỡ do động đất. Trước khi cơn sóng thần ập vào cảng, nước rút rất nhanh, để lộ những hàng hóa bị rơi xuống biển và những chiếc tàu đắm bị lãng quên.
Động đất, sóng thần và hỏa hoạn sau đó đã giết chết hơn một phần ba dân số Lisboa trước trận động đất. Những văn lịch sử ghi chép lại các cuộc thám hiểm của Vasco da Gama và những nhà hàng hải trước đó bị mất, rất nhiều ngôi nhà bị phá hủy (gồm cả đa số những kiến trúc Manueline Bồ Đào Nha). Những người châu Âu ở thế kỷ 18 đã tìm cách giải thích thảm họa này trong tôn giáo và các hệ thống đức tin lý trí. Các nhà triết học Thời khai sáng, nổi tiếng nhất là Voltaire, đã viết về sự kiện này. Quan niệm triết học về sự siêu phàm, như được nhà triết học Immanuel Kant miêu tả trong cuốn Beobachtungen über das Gefühl des Schönen und Erhabenen (Những quan sát về Cảm giác của Cái đẹp và sự Siêu phàm), có một phần cảm hứng trong nỗ lực tìm hiểu tầm cỡ của trận động đất và sóng thần Lisboa.

### 1883 - Vụ nổ phun trào Krakatoa
Hòn đảo núi lửa Krakatoa ở Indonesia đã nổ tung với sức mạnh hủy diệt năm 1883, thổi tung một phần buồng magma dưới chân nó khiến vùng đất nằm phía trên đó và đáy biển sụp đổ. Một loạt những cơn sóng thần đã hình thành sau vụ sụp đổ, một số cơn đạt tới độ cao hơn 40 mét trên mực nước biển. Các cơn sóng thần được quan sát thấy trên khắp Ấn Độ Dương, Thái Bình Dương, bờ biển phía tây nước Mỹ, Nam Mỹ và thậm chí xa tới cả Kênh Anh Quốc. Ở bờ biển phía đối diện tại Java và Sumatra nước lụt tràn sâu nhiều dặm vào trong bờ gây ra thiệt hại to lớn về nhân mạng tới mức một vùng dân cư đã không bao giờ được khôi phục và trở thành rừng rậm và hiện là khu dự trữ sinh quyển Ujung Kulon
Vụ nổ Halifax xảy ra ngày thứ Năm, 6 tháng 12 năm 1917 lúc 9:04:35 sáng giờ địa phương tại Halifax, Nova Scotia ở Canada, khi chiếc tàu chở vũ khí cho Chiến tranh thế giới thứ nhất Mont-Blanc của Pháp va chạm với chiếc tàu thủy Na Uy Imo được thuê chở đồ trợ cấp cho Bỉ. Hậu quả của vụ va chạm làm chiếc Mont-Blanc bốc cháy và nổ tung. Vụ nổ gây ra một cơn sóng thần, và một làn sóng sung kích trong không khí.

### 1929 - Trận sóng thần Newfoundland
Ngày 18 tháng 11 năm 1929, một trận động đất mạnh 7.2 độ xảy ra bên dưới Dốc Laurentian tại Grand Banks. Chấn động được cảm nhận thấy tại khắp các tỉnh bang vùng Atlantic ở Canada và đến tận Ottawa ở phía tây cũng như Claymont, Delaware ở phía nam. Hậu quả là sau 2½ giờ một cơn sóng thần cao hơn 7 mét tràn vào bán đảo Burin trên bờ biển phía nam Newfoundland, 28 người thuộc nhiều cộng đồng dân cư đã thiệt mạng.

### 1946 - Trận sóng thần Thái Bình Dương

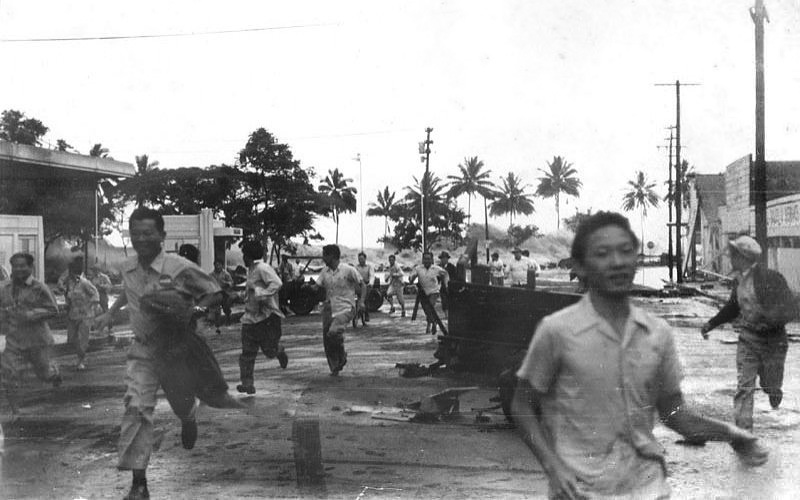
Người dân Hawai'i chạy trốn trước một cơn sóng thần đang ập vào Hilo, Hawai'i

Ngày 1 tháng 4 trận sóng thần do vụ Động đất quần đảo Aleut gây ra thiệt hại 165 người tại Hawaii và Alaska dẫn tới việc hình thành hệ thống cảnh báo sóng thần (cụ thể là Trung tâm Cảnh báo sóng thần Thái Bình Dương), được thành lập năm 1949 giám sát cho các quốc gia vùng Thái Bình Dương. Tại Hawaii cơn sóng thần được gọi là "Sóng thần Ngày Nói dối" vì mọi người đã tin rằng cảnh báo sóng thần là một trò đùa Ngày Nói dối.

### 1960 - Trận sóng thần Chile
Trận Động đất Lớn Chile với cường độ 9.5 độ Richter là trận động đất mạnh nhất từng được ghi lại. Tâm chấn nằm ngoài khơi Trung Nam Chile, gây ra một trong những trận sóng thần có sức tàn phá lớn nhất thế kỷ 20.
Cơn sóng trải dài khắp Thái Bình Dương, với những con sóng đo được tới 25 mét. Đợt sóng đầu tiên ập tới Hilo, Hawaii sau khoảng 14.8 giờ từ khi nó được hình thành ngoài khơi Trung Nam Chile.
Đợt sóng cao nhất tại Vịnh Hilo đo được khoảng 10,7 m (35 ft.). 61 người thiệt mạng với nguyên nhân được cho là do không để ý tới những hồi còi báo động. Khi sóng thần tràn vào Onagawa, Nhật Bản, 22 giờ sau trận động đất, chiều cao sóng đạt 3 mét trên mực thủy triều đang dâng cao. Số lượng người chết do vụ động đất và cơn sóng thần sau đó được ước lượng trong khoảng 490 tới 2.290.

### 1963 - Thảm họa Đập Vajont
Hồ chứa nước phía sau Đập Vajont phía bắc Ý đã bị một trận lở đất lớn lao xuống. Một cơn sóng thần phát sinh quét qua đỉnh đập (nhưng không làm vỡ nó) lao xuống thung lũng bên dưới. Gần 2.000 người thiệt mạng.

### 1964 - Trận sóng thần Ngày thứ Sáu Tuần thánh
Sau Trận động đất Ngày thứ Sáu Tuần thánh cường độ 9.2 độ, một cơn sóng thần đã tấn công Alaska, British Columbia, California và các thị trấn ven bờ biển tây bắc Thái Bình Dương, khiến 121 người chết. Những cơn sóng cao tới 6 mét, và giết hại 6 người ở Crescent City, California.

### 1976 - Trận sóng thần Vịnh Moro
Ngày 16 tháng 8 năm 1976 lúc 12:11 sáng, một trận động đất 7.9 độ xảy ra ở đảo Mindanao, Philippines. Nó tạo ra một cơn sóng thần tàn phá hơn 700 km bờ biển quanh Vịnh Moro ở phía Bắc biển Celebes. Ước lượng số người chết trong thảm họa này lên tới 5.000 người, 2.200 người mất tích hay được cho đã chết, hơn 9.500 người bị thương và tổng cộng 93.500 trở thành vô gia cư. Nó cũng đã tàn phá các thành phố và thị trấn như Thành phố Pagadian, Zamboanga del Sur, Thành phố Zamboanga, Basilan, Sulu, Sultan Kudarat, Maguindanao, Thành phố Cotabato, Lanao del Sur và Lanao del Norte.

### 1979 - Trận sóng thần Tumaco
Một trận động đất mạnh 7.9 độ đã xảy ra ngày 12 tháng 12 năm 1979 lúc 7:59:4.3 (UTC) dọc theo bờ biển Thái Bình Dương của Colombia và Ecuador. Trận động đất và cơn sóng thần do nó gây ra đã phá hủy ít nhất năm làng cá và cái chết của hàng trăm người tại tỉnh Nariño Colombia. Chấn động được cảm nhận thấy tại Bogotá, Cali, Popayán, Buenaventura và nhiều thành phố khác tại Colombia và tại Guayaquil, Esmeraldas, Quito cũng như nhiều vùng khác tại Ecuador. Khi Sóng thần Tumaco tràn lên bờ, nó phá hủy trầm trọng thành phố Tumaco, cũng như các thị trấn El Charco, San Juan, Mosquera và Salahonda trên bờ biển Thái Bình Dương của Colombia. Tổng số nạn nhân trong thảm họa này là 259 người chết, 798 người bị thương 95 người mất tích hoặc được cho là đã chết.

### 1993 - Trận sóng thần Okushiri
Một trận sóng thần có sức tàn phá lớn đã xảy ra ngoài khơi Hokkaido Nhật Bản sau một trận động đất ngày 12 tháng 7 năm 1993. Cơ quan Khí tượng Nhật Bản đã cảnh báo sóng thần quá muộn. Kết quả, 202 người trên hòn đảo nhỏ Okushiri thiệt mạng và hàng trăm người mất tích hay bị thương. Thêm nữa, hàng trăm triệu chú chim cảnh, mèo và chó cũng thiệt mạng. Trận sóng thần này cũng làm thay đổi một phần của khu vực này.

### 2004 - Trận sóng thần Ấn Độ Dương

Hoạt hình Trận Sóng thần Indonesia 2004 từ [http://www.pmel.noaa.gov/tsunami NOAA/PMEL Chương trình Nghiên cứu Sóng thần

Trận động đất Ấn Độ Dương 2004, với cường độ được ước lượng khoảng từ 8.90-9.30 trên thang độ Richter (cường độ hiện vẫn chưa được thống nhất, nhưng đa số cho rằng là lớn hơn 9.0 Richter), đã gây ra một loạt những cơn sóng thần khủng khiếp ngày 26 tháng 12 năm 2004 giết hại khoảng 230.000 người (gồm 168.000 người tại riêng Indonesia), biến nó trở thành trận sóng thần gây nhiều thiệt hại nhân mạng nhất trong lịch sử  Lưu trữ ngày 19 tháng 5 năm 2007 tại Wayback Machine. Cơn sóng thần giết hại người dân ở cả vùng lân cận trận động đất tại Indonesia, Thái Lan và bờ biển tây bắc Malaysia cho tới những nơi cách xa hàng nghìn kilômét tại Bangladesh, Ấn Độ, Sri Lanka, Maldives và thậm chí tới cả Somalia, Kenya và Tanzania ở Đông Phi. Thảm họa đã dẫn tới một chiến dịch quyên góp toàn cầu hỗ trợ cho các nạn nhân, với hàng tỷ dollar đã được quyên góp.
Không giống như Thái Bình Dương, không hề có một trung tâm cảnh báo sóng thần nào đặt tại Ấn Độ Dương. Một phần do nguyên nhân là do từ vụ phun trào Krakatoa năm 1883 (giết hại 36.000 người) tới năm 2004 không một trận sóng thần nào xảy ra ở khu vực này. Sau trận sóng thần Ấn Độ Dương năm 2004, UNESCO và các tổ chức quốc tế khác đã kêu gọi thiết lập một hệ thống giám sát sóng thần toàn cầu.

### 2006 - Trận sóng thần nam Đảo Java
Một trận động đất mạnh 7.7 độ Richter làm rung chuyển Ấn Độ Dương ngày 17 tháng 7 năm 2006 tại địa điểm cách 200 km phía nam Pangandaran, một bãi biển đẹp nổi tiếng về những đợt sóng thích hợp cho những người ưa thích môn lướt sóng. Trận động đất này đã gây ra một cơn sóng thần với nhiều độ cao khác nhau từ 2 mét tại Cilacap tới 6 mét tại bãi biển Cimerak cuốn và phạt bằng những ngôi nhà ở sâu tới 400 mét bên trong bờ biển. Số lượng nạn nhân được thông báo gồm 600 người chết và khoảng 150 người vẫn đang mất tích.

### 2010 - Trận sóng thần Chile
Trận động đất lớn ở Chile với cường độ 8.8 độ Richter xảy ra ngày 27 tháng 2 năm 2010 gần thành phố Concepción, cách thủ đô Santiago 500 km về phía nam. Trận động đất này gây ra những trận sóng thần tàn phá nhiều thành phố dọc bờ bể Chile và những sóng thần nhỏ ở Hawaii và Nhật Bản.

### 2011 - Trận sóng thần Sendai
Trận động đất mạnh 9.0 độ Richter xảy ra ngày 11 tháng 3 năm 2011 gần thành phố Sendai, cách thủ đô Tokyo 373 km về phía nam. Trận động đất này gây ra sóng thần dọc bờ biển Thái Bình Dương của Nhật Bản và hơn 20 quốc gia khác tại Châu Đại Dương, Châu Á, Bắc Mỹ và Nam Mỹ.
Những đợt sóng khủng khiếp đã tràn qua các bức tường chắn sóng, gây nên lũ lụt cho các tỉnh Fukusima, IWate, Miyako,... Các thị trấn bị sóng ập vào phá hủy nặng nề, hàng trăm ngàn ngôi nhà, trường học, bệnh viện sập đổ, tệ hơn, đợt sóng thần này đã gây ra thảm hoạ hạt nhân nghiêm trọng nhất Nhật Bản thời hiện đại, khi chúng tàn phá vào nhà máy điện hạt nhân Fukushima, gây rò rỉ phóng xạ. Sau thảm hoạ, có 15.900 người chết, gần 2.300 người mất tích, và thiệt hại vật chất lên đến 309 tỷ USD.

### Các trận sóng thần khác ở Nam Á
| 1524                 | Gần Dabhol, Maharashtra |
| 2 tháng 4 năm 1762   | Bờ biển Arakan, Myanmar |
| 16 tháng 6 năm 1819  | Rann of Kachchh, Gujarat, Ấn Độ |
| 31 tháng 10 năm 1847 | Đảo Nicobar lớn, Ấn Độ |
| 31 tháng 12 năm 1881 | Đảo Car Nicobar, Ấn Độ |
| 26 tháng 8 năm 1883  | Phun trào núi lửa Krakatoa |
| 28 tháng 11 năm 1945 | Bờ biển Mekran, Balochistan |
| 26 tháng 12 năm 2004 | Banda Aceh, Indonesia; Tamil Nadu (Ấn Độ), Kerala (Ấn Độ), Andhra Pradesh (Ấn Độ), Quần đảo Andaman và Quần đảo Nicobar (Ấn Độ); Sri Lanka; Thái Lan; Malaysia; Maldives; Somalia; Kenya; Tanzania |

### Các trận sóng thần lịch sử khác
Các cơn sóng thần khác đã xảy ra gồm:
- Khoảng năm 500 trước Công nguyên: Poompuhar, Tamil Nadu, Ấn Độ, Maldives
- 1541: một cơn sóng thần đã tấn công những khu định cư đầu tiên của người châu Âu tại Brasil, São Vicente. Không có ghi chép về số người chết và bị thương, nhưng thị trấn hầu như bị phá hủy hoàn toàn.
- 20 tháng 1 năm 1606/1607: dọc bờ biển Kênh Anh Quốc hàng nghìn người chết đuối, nhà cửa và những ngôi làng bị cuốn bay, đất trồng trọt bị tràn ngập và các đàn gia súc bị một cơn lũ có thể là sóng thần cuốn trôi. Nguyên nhân của trận lụt còn đang bị tranh cãi, có lẽ nó xuất hiện do sự cộng hưởng của các điều kiện khí hậu và triều cường(tranh luận Lưu trữ ngày 22 tháng 7 năm 2006 tại Wayback Machine).
- 26 tháng 1 năm 1700: trận Động đất Cascadia (ước đạt 9.0 độ) đã gây ra những đợt sóng thần lớn trên vùng Tây bắc Thái Bình Dương.
- Một trong những thảm họa sóng thần tồi tệ nhất đã nhận chìm toàn bộ các ngôi làng dọc Sanriku, Nhật Bản, năm 1896. Một cơn sóng cao hơn tòa nhà bảy tầng (khoảng 20 m) đã làm khoảng 26.000 người chết đuối.
- 1946: Một trận động đất tại Quần đảo Aleutian gây ra một cơn sóng thần tràn tới Hawaii, giết hại 159 người (năm người chết tại Alaska).
- 9 tháng 7 năm 1958: Một trận lở đất lớn gây ra một cơn sóng thần tại fjord ở Vịnh Lituya, Alaska, Hoa Kỳ. Nó di chuyển với tốc độ hơn 150 km/h với độ cao kỉ lục 524m. Là cơn sóng thần cao nhất được ghi nhận.
- 26 tháng 5 năm 1983: 104 ở phía Tây Nhật Bản đã thiệt mạng khi một cơn sóng thần xuất hiện từ một trận động đất ở gần đó.
- 17 tháng 7 năm 1998: Một cơn sóng thần tại Papua New Guinea giết hại khoảng 2200 người . Một trận động đất 7.1 độ ngoài khơi 24 km sau đó 11 phút là một cơn sóng thần cao 12 m. Tuy cường độ trận động đất không đủ lớn để trực tiếp tạo ra các cơn sóng thần, mọi người tin rằng nó đã gây ra một vụ lở đất dưới đáy biển, dẫn tới sóng thần. Những làng mạc tại Arop và Warapu bị phá huỷ.
- 17 tháng 7 năm 2006: Một cơn sóng thần cao 1.8 m tràn vào bờ biển phía nam đảo Java, Indonesia lúc gần 11:20 UTC. Giết hại ít nhất 500 người và làm hư hại nhà cửa, tàu bè và khách sạn tại hay ở gần bờ biển Pangandaran. Cơn sóng thần do một trận động đất mạnh 7.7 độ ngoài khơi Ấn Độ Dương trực tiếp gây nên. Xem Trận động đất tháng 7 năm 2006 Java.

### Sóng thần tại Bắc Mỹ và Caribe
- 1690 - Nevis
- 14 tháng 11 năm 1840 - Great Swell trên Sông Delaware
- 18 tháng 11 năm 1867 - Quần đảo Virgin
- 17 tháng 11 năm 1872 - Maine
- 11 tháng 10 năm 1918 - Puerto Rico
- 18 tháng 11 năm 1929 - Newfoundland
- 9 tháng 1 năm 1926 - Maine
- 4 tháng 8 năm 1946 - Cộng hòa Dominica
- 18 tháng 8 năm 1946 - Cộng hòa Dominica

Có thể coi là sóng thần
- 35 triệu năm trước - Thiên thạch Vịnh Chesapeake, Vịnh Chesapeake
- 9 tháng 6 năm 1913 - Longport, New Jersey
- 6 tháng 8,1923 - Rockaway Park, Queens, New York
- 8 tháng 8 năm 1924 - Đảo Coney, New York
- 19 tháng 8 năm 1931 - Thành phố Atlantic, New Jersey
- 21 tháng 9 năm 1938 - Hurricane, Bờ biển New Jersey
- 19 tháng 5 năm 1964 - Đông bắc Hoa Kỳ
- 4 tháng 7 năm 1992 - Bãi biển Daytona, Florida

Nguồn: NOAA Văn phòng Dự báo Thời tiết Quốc gia Lưu trữ ngày 7 tháng 2 năm 2005 tại Wayback Machine

### Sóng thần tại châu Âu
- Ngày 16 tháng 10 năm 1979 - 23 người đã chết khi bờ biển Nice, Pháp, bị một cơn sóng thần tấn công. Đây có thể là một trận sóng thần do con người gây ra vì việc xây dựng một sân bay mới ở Nice đã gây ra một trận lở đất dưới đáy biển.

### Hình ảnh và video
Xem thêm: Hình ảnh và video, động đất Ấn Độ Dương năm 2004
- Large Collection of Amateur Tsunami Videos with Thunbnail Images and Detailed Descriptions
- 5 Amateur Camcorder Video Streams of the ngày 26 tháng 12 năm 2004 tsunami that hit Sri Lanka, Thailand and Indonesia (search on tsunamis).
- 2004 Asian Tsunami Satellite Images (Before and After) Lưu trữ ngày 3 tháng 1 năm 2005 tại Wayback Machine
- Satellite Images of Tsunami Affected Areas Lưu trữ ngày 2 tháng 1 năm 2005 tại Wayback Machine High resolution satellite images showing the effects of the 2004 tsunami on the affected areas in Indonesia, Thailand and Nicobar island of India.
- Computer-generated animation of a tsunami Lưu trữ ngày 5 tháng 1 năm 2005 tại Wayback Machine
- Animation of 1960 tsunami originating outside coast of Chile Lưu trữ ngày 16 tháng 7 năm 2006 tại Wayback Machine
- The Survivors - A moving travelogue full of stunning images along the tsunami ravaged South-Western Coast of India Lưu trữ ngày 15 tháng 3 năm 2011 tại Wayback Machine

Tsunamis are Dangerous- A site for about tsunamis for everyone
- Origin of a Tsunami - animation showing how the shifting of continental plates in the Indian Ocean created the catastrophe of December 26th 2004. Lưu trữ ngày 14 tháng 5 năm 2011 tại Wayback Machine
- CBC Digital Archives – Canada's Earthquakes and Tsunamis

### Viễn tưởng
- Michael Crichton's State of Fear (2004) explored unintended consequences of human intervention with natural forces.  Lưu trữ ngày 21 tháng 8 năm 2006 tại Wayback Machine